# Gabriel Ferrier

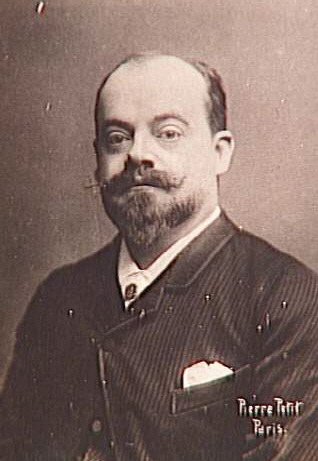
Gabriel Ferrier.Foto door Pierre Petit

Gabriel-Joseph-Marie-Augustin Ferrier (Nîmes, 29 september 1847 - Parijs, 6 juni 1914) was een Franse portretschilder en oriëntalist.

## Biografie
Hij begon zijn studie aan de École des Beaux-Arts, waar hij samenwerkte met Ernest Hébert en Isidore Pils. Zijn eerste expositie was op de Parijse salon in 1869. Twee jaar later won hij de Prix de Rome voor zijn afbeelding van een scène uit de zondvloed, en studeerde aan de Franse Academie in Rome (1873-1876).
Na terugkeer naar Frankrijk, specialiseerde hij zich in portretten van bekende persoonlijkheden die verbonden waren aan de Derde Republiek. In 1883 ondernam hij een langere reis naar Algerije, waar hij werken in de oriëntalistische stijl vervaardigde. Sommigen van die werken leverde hem een gouden medaille op op de Exposition Universelle (1889).
Hij werd later benoemd tot leraar Tekenen aan de Maison d'éducation de la Légion d'honneur, en werd vervolgens als opvolger van Jean-Léon Gérôme lector aan de École des Beaux-Arts. Hij doceerde ook aan de Académie Julian. In 1906 werd hij gekozen tot lid van de Académie des Beaux-Arts. Hij was ook een lid van de Société des Artistes Français. In 1911 werd hij benoemd tot Ridder in het Legioen van Eer.
Tot zijn bekendste leerlingen kunnen worden geteld Paul-Émile Bécat, Roger Bissière en Albert Lynch.

## Enkele schilderijen

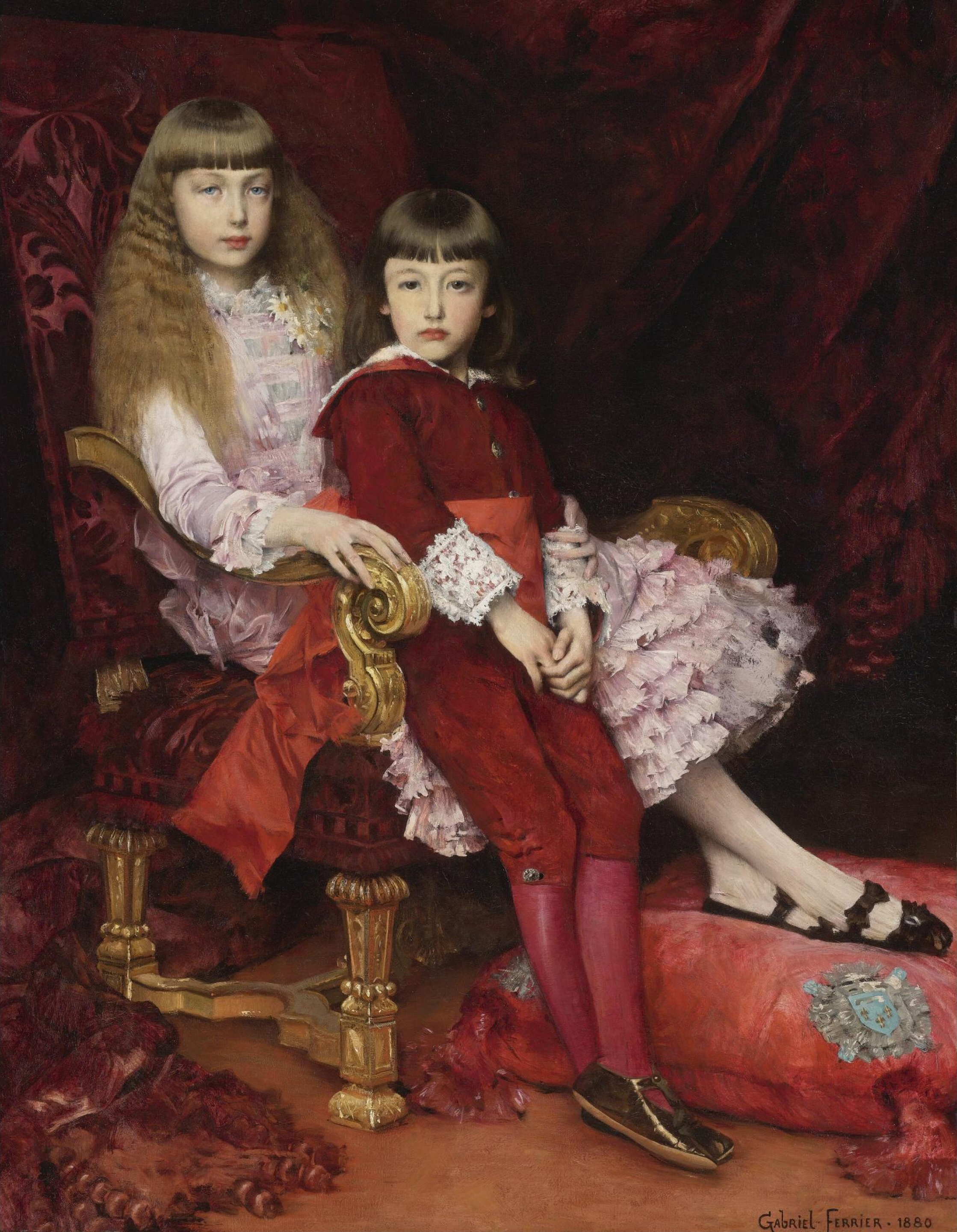
Prinses Marguerite d'Orléans met prins Jean
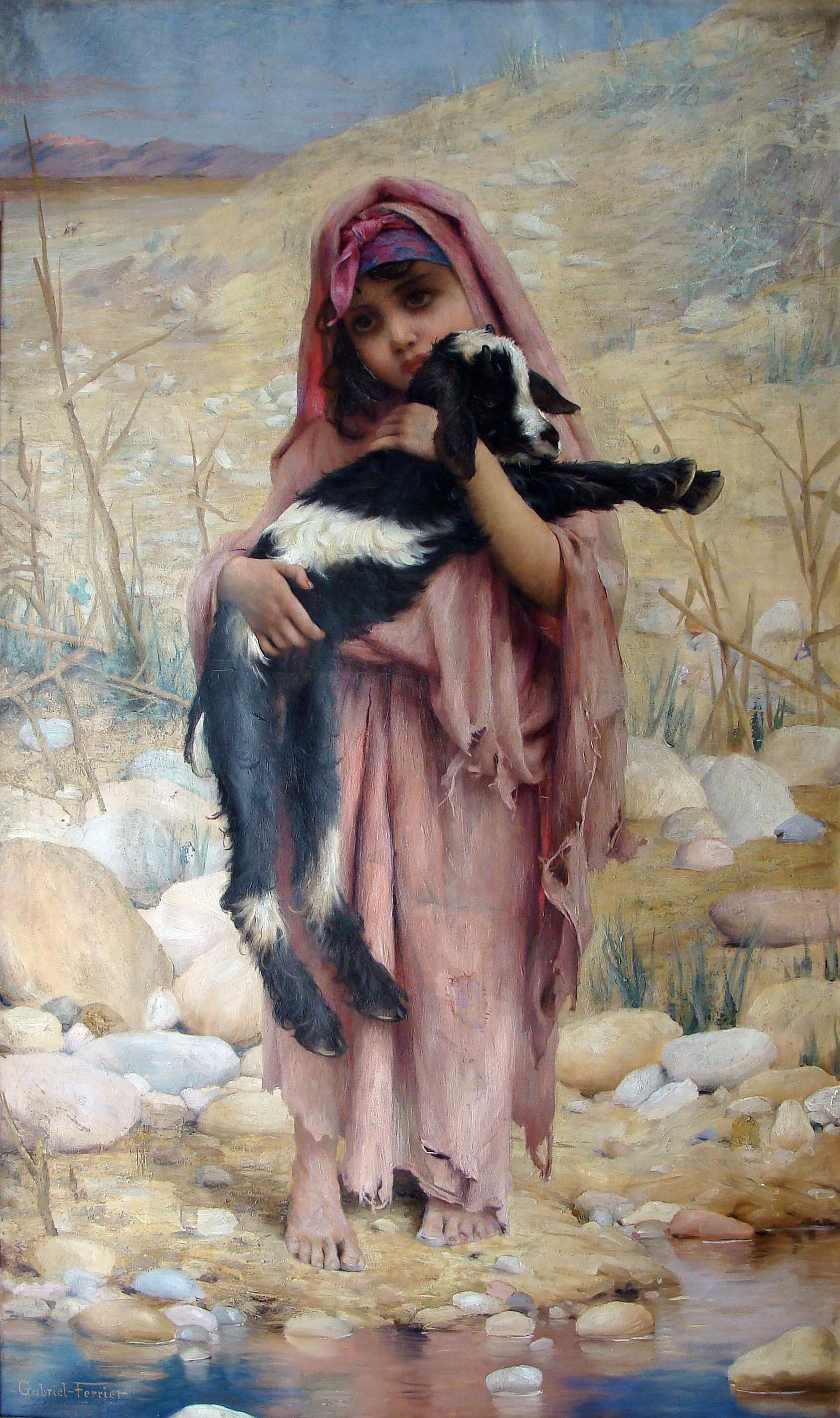
Jonge Algerijnse Herderin
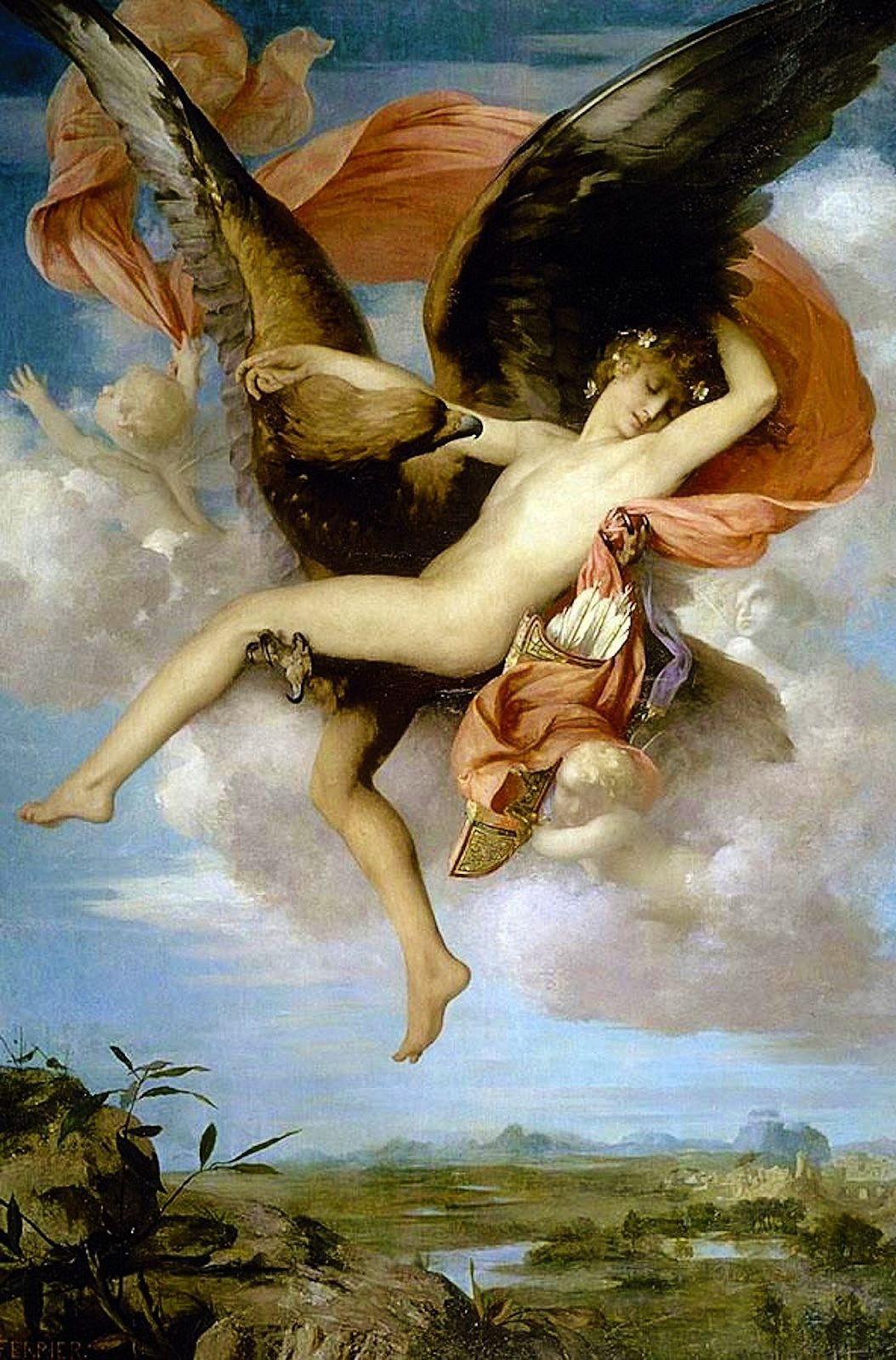
Ganymedes
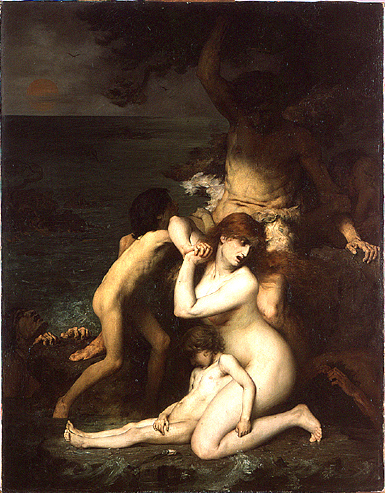
Een scène van de zondvloed

- Bibliothèque nationale de France: cb149738041 (data)
- Gemeinsame Normdatei: 1038172209
- International Standard Name Identifier: 0000 0000 6663 8155
- Base Léonore: LH//962/36
- RKD-Nederlands Instituut voor Kunstgeschiedenis: 27806
- Système universitaire de documentation: 159663407
- Union List of Artist Names: 500018235
- Virtual International Authority File: 69203678
- WorldCat: E39PBJvMtDpPqvjBMbmTTGQjG3